# Josep Fontcuberta i Rogés
Josep Fontcuberta i Rogés (Caldes de Montbui, 9 de novembre de 1890, Caldes de Montbui, 4 d'agost de 1977) fou un pagès, fabricant de licors i polític català.

## Biografia
Fill de família de pagesos, l'any 1919 establí una destil·leria de licors (La Vallesana) a Caldes de Montbui i començà a elaborar-ne artesanalment i també a vendre’n en una botiga juntament amb la seva dona, Teresa Ambròs Germà.
Fou un dels fundadors del Sindicat Agrícola de Caldes de Montbui l'any 1914. Va mantenir el càrrec de secretari durant vint-i-dos anys, motiu pel qual era considerat "l'ànima del Sindicat”.
L'any 1930 va ser un dels fundadors de l'Associació Cultura, que organitzava conferències, cursos, representacions de teatre, excursions i homenatges a figures destacades de la cultura catalana; però un any més tard dimití per desavinences amb altres membres de la junta i fundà la revista Anti: Full mensual d'Arts i Lletres.
La seva primera vinculació amb la política institucional fou el 1931. Es presentà a les Eleccions municipals espanyoles de 1931 com a membre de la candidatura unitària d'esquerres promoguda pel Centre Democràtic Progressista, del qual Fontcuberta n'era membre, anomenada Centre Democràtic Progressista - Coalició Republicana (CDP-CR). Fou elegit primer tinent d'alcalde i regidor de Cultura. 
L'any 1934, la candidatura obtingué la majoria absoluta a les Eleccions municipals catalanes de 1934, amb 8 regidors d'un total de 12 i 1167 vots (el 71,2%). Esdevingué alcalde de la vil·la fins al 16 d'octubre de 1934, quan fou suspès del càrrec per ordre militar com a conseqüència dels fets del sis d'octubre.
Dos anys després, el 1936, tornà a exercir el càrrec d'alcalde per un període de mig any, quan fou cessat per un Decret de la Junta de Seguretat Interior de Catalunya, que establia una nova estructuració dels consistoris.
Un cop acabada la Guerra Civil Espanyola, fugí a França amb el seu fill i s'instal·là a Perpinyà. L'autoritat franquista el processà amb confiscació de béns. No tornà a Caldes de Montbui fins a l'any 1946 per recuperar la seva feina a la fàbrica de licors, que havia reprès l'activitat l'any 1940.
Actualment, una avinguda del municipi porta el seu nom.
L'any 2017, en virtut de la Llei de reparació de les víctimes del franquisme signada per Carles Puigdemont, la causa franquista contra Fontcuberta es declarà nul·la.